# Salve Regina (Händel)
Salve Regina, HWV 241, és una obra composta per Georg Friedrich Händel el 1707. És una antífona escrita per a soprano solo, corda, orgue concertant i baix continu.

## Context històric
És possible que l'estrena es realitzés el 16 de juliol de 1707 a l'església de Santa Maria en Montesanto, sota el patrocini de la família Columna. També podria ser que s'estrenés a l'església de la Madonna del Ruscello a Vallerano (VT), a un kilòmetre de Vignanello on Händel vivia acollit pel mecenatge de Francesco Maria Ruspoli des del desembre de 1706, i on passà tot l'estiu del 1707. En aquesta església encara hi ha un instrument molt valuós de Giulio Cesare Burzi, que el compositor, virtuós organista de fama internacional, hauria tocat com testifica Ursula Kirkendale. De fet, a la tercera part del Salve Regina l'orgue té un solo, que fa pensar en l'estrena a Roma, ja que no hi havia un instrument adequat a Vallerano. L'orgue monumental de l'església de la Madonna del Ruscello és un detall a tenir en compte; així, es pot suposar que l'estiu del 1707 un Händel de 22 anys mostrés les seves qualitats organístiques davant al seu mecenes, component la sonata Coelestis dum spirat aura i el motet O qualis de caelo sonus per a la festa de sant Antoni de Pàdua (13 juny) i executant pocs dies després, el 18 juny, el Salve Reina.

## Estructura
| Moviments          | Veu     | Text |
| ------------------ | ------- | --- |
| 1 - Largo - Adagio | Soprano | Salve Reina mater misericordiae,Vida dulcedo et spes nostra! A tu clamamus exules filii Evae. A tu suspiramus gementes et flentes, En hac lacrimarum val. |
| 2 - Allegro        | Soprano | Eja ergo advocata nostra, Illos tuos misericordes oculos a nos converteix. Et Jesum, benedictum fructum ventris tui Nobis post hoc exilium ostende.       |
| 3 - Adagissimo     | Soprano | O Clemens, o pia, o dulcis virgo Maria. |